# Takanori Gomi
Takanori Gomi (Kanagawa, 22 settembre 1978) è un lottatore di arti marziali miste giapponese.
Combatte nella categoria dei pesi leggeri per l'organizzazione UFC, ed in passato è stato il primo ed unico campione dei pesi leggeri Pride e campione dei pesi welter Shooto; inoltre è stato per ben quattro volte vincitore del campionato All Japan Combat Wrestling Championships di submission wrestling.
A metà degli anni 2000, durante la sua permanenza nell'organizzazione Pride, era considerato il peso leggero più forte del mondo.
In tredici anni di carriera non è mai stato messo KO, e vanta il KO più veloce della storia dell'associazione Pride, avendo steso il brasiliano Ralph Gracie in soli 6 secondi.

## Carriera nelle arti marziali miste

### Inizi
Gomi iniziò a lottare nel 1994 nella squadra scolastica di pugilato; contemporaneamente praticava anche il baseball.
Successivamente iniziò a praticare la lotta libera e le tecniche di grappling in genere, divenendo un ottimo atleta di livello nazionale e arrivando terzo all'All Japan Combat Wrestling Championships del 1998.
Da quel momento Gomi iniziò la sua carriera nelle arti marziali miste continuando contemporaneamente a gareggiare nei campionati All Japan Combat Wrestling Championships di lotta, campionati che vinse nel 2001, 2002, 2003 e 2007 sconfiggendo tra gli altri Mitsuhiro Ishida.

### Shooto
Gomi esordì nel novembre 1998 con l'associazione Shooto, dimostrando subito le sue enormi qualità sconfiggendo tre suoi connazionali.
Contemporaneamente prese parte ad eventi organizzati dalla statunitense SuperBrawl.
Il cammino di Gomi nella Shooto fu inarrestabile e con un record di 10-0, seppur con molte vittorie ai punti, poté sfidare il campione dei pesi welter Shooto Rumina Sato: Gomi vinse per decisione dei giudici di gara e di conseguenza nel 2001 divenne campione Shooto di categoria.
Successivamente riuscì a difendere il titolo mettendo KO Dokonjonosuke Mishima, ma nel 2003 dovette arrendersi ai punti e cedere il titolo al norvegese Joachim Hansen; fu la sua prima sconfitta dopo un record di 14-0 in più di quattro anni e tale sconfitta fu una sorpresa in quanto Hansen era considerato di un livello inferiore rispetto al lottatore giapponese.

### Pride Fighting Championships
Dopo aver perso il titolo Shooto Gomi prende parte ad un evento organizzato dall'organizzazione statunitense Rumble on the Rock e affronta il fuoriclasse B.J. Penn, venendo sconfitto al terzo round per sottomissione.
Nel 2004 entra nella prestigiosa federazione Pride ed esordisce nella serie di eventi Pride Bushido: qui Gomi emerge del tutto come uno dei pesi leggeri più forti del pianeta vincendo sette incontri di fila e mettendo KO la leggenda dell'UFC Jens Pulver dopo il capolavoro su Ralph Gracie, messo KO in soli 6 secondi (knock out più veloce della storia di Pride).
Nel 2005 prende parte al torneo Pride 2005 Lightweight Grand Prix per decretare il più forte peso leggero dell'associazione: Gomi sottomette Tatsuya Kawajiri nei quarti di finale, in semifinale vince ai punti contro Luiz Azeredo e in finale vince per KO al primo round contro il connazionale Hayato Sakurai, divenendo quindi il primo campione dei pesi leggeri Pride, categoria nata nell'associazione giapponese proprio quell'anno.
In un incontro non valido per il titolo subisce la sua terza sconfitta della carriera per mano del brasiliano Marcus Aurelio che sottomette Gomi nel primo round, sconfitta vendicata nel novembre 2006, questa volta per difendere il titolo.
Nel 2007 viene sconfitto da Nick Diaz per sottomissione, ma il risultato viene cambiato in un No Contest dopo che Diaz viene trovato positivo ai controlli per utilizzo di marijuana; fu l'ultimo incontro di Gomi per Pride, in quanto l'associazione venne rilevata dalla Zuffa, azienda proprietaria dell'UFC.
Gomi termina quindi la sua esperienza da campione Pride con un record nell'associazione di 13-1 (1).
Gli anni 2008 e 2009 li passa ancora a lottare in Giappone con le promozioni World Victory Road e Shooto, collezionando 4 vittorie e 2 sconfitte che gli costano il titolo dei pesi leggeri WVR Sengoku e il riconoscimento "2008 Upset of the Year" da parte del sito Sherdog.com per il più clamoroso upset dell'anno.
Il 1º agosto 2009 avrebbe dovuto lottare nell'evento Affliction: Trilogy della promozione statunitense Affliction Entertainment contro Rafaello Oliveira, ma l'evento intero saltò e successivamente l'organizzazione fallì.

### Ultimate Fighting Championship
Gomi fa il suo debutto in UFC il 31 marzo 2010 contro Kenny Florian: un Gomi mai in partita viene sconfitto per sottomissione nel terzo round.
Nel successivo incontro Gomi è il primo lottatore a mettere KO Tyson Griffin, avversario che rimpiazzava Joe Stevenson.
Gomi è un'altra vittima della "maledizione" dei nuovi acquisti dal Giappone, in quanto anche altri idoli delle federazioni nipponiche di arti marziali miste non sono riusciti a rendere altrettanto bene negli Stati Uniti: il 2011 è infatti da dimenticare a causa delle sconfitte patite da Clay Guida e Nate Diaz.
Nell'evento UFC 144: Edgar vs. Henderson organizzato in Giappone Gomi avrebbe dovuto lottare contro George Sotiropoulos, ma quest'ultimo si infortunò e venne sostituito dall'esordiente Eiji Mitsuoka: nel primo round Gomi soffre molto l'ottima boxe dell'avversario, ma domina il secondo round e vince per KO tecnico colpendo ripetutamente Mitsuoka a terra.
Verso fine anno torna a combattere in Asia con il primo evento UFC ospitato da Macao: qui ottiene un'ulteriore vittoria avendo la meglio ai punti su Mac Danzig in quello che fu premiato come il miglior incontro della serata.
Nel 2013 di fronte al pubblico di casa si vede interrotta la striscia positiva a causa di una discutibile sconfitta ai punti contro il vincitore della prima stagione di The Ultimate Fighter ed ex contendente al titolo dei pesi leggeri UFC Diego Sanchez in un incontro catchweight.
Torna a combattere solamente nell'aprile 2014 sconfiggendo ai punti Isaac Vallie-Flagg in un incontro che venne premiato con il riconoscimento Fight of the Night.
In settembre viene sconfitto a Saitama dal numero 9 dei ranking Myles Jury.
A luglio del 2015 incontra un'altra sconfitta affrontando Joe Lauzon, in un finale molto controverso. Lauzon dopo aver mandato al tappeto Gomi e aver raggiunto con molta facilità la posiziona back mount, cominciò a connettere con un poderoso ground and pound fino a che non decise di spontanea volontà di rialzarsi e terminare il suo attacco prima che l'arbitro decretasse la fine dell'incontro per KO tecnico.
Il 9 luglio del 2016 affrontò Jim Miller all'evento UFC 200. Gomi venne sconfitto al primo round per KO tecnico.

### Risultati nelle arti marziali miste
| Risultato  | Record    | Avversario            | Metodo                               | Evento                                           | Data              | Round | Tempo | Città                  | Note                                                                          |
| ---------- | --------- | --------------------- | ------------------------------------ | ------------------------------------------------ | ----------------- | ----- | ----- | ---------------------- | ----------------------------------------------------------------------------- |
| Sconfitta  | 35-12 (1) | Jim Miller            | KO Tecnico (pugni)                   | UFC 200: Tate vs. Nunes                          | 9 luglio 2016     | 1     | 2:18  | Las Vegas, Stati Uniti |                                                                               |
| Sconfitta  | 35-11 (1) | Joe Lauzon            | KO Tecnico (pugni)                   | UFC on Fox: Dillashaw vs. Barão 2                | 25 luglio 2015    | 1     | 2:37  | Chicago, Stati Uniti   |                                                                               |
| Sconfitta  | 35-10 (1) | Myles Jury            | KO Tecnico (pugni)                   | UFC Fight Night: Hunt vs. Nelson                 | 20 settembre 2014 | 1     | 1:32  | Saitama, Giappone      |                                                                               |
| Vittoria   | 35-9 (1)  | Isaac Vallie-Flagg    | Decisione (unanime)                  | UFC 172: Jones vs. Teixeira                      | 26 aprile 2014    | 3     | 5:00  | Baltimora, Stati Uniti |                                                                               |
| Sconfitta  | 34-9 (1)  | Diego Sanchez         | Decisione (non unanime)              | UFC on Fuel TV: Silva vs. Stann                  | 3 marzo 2013      | 3     | 5:00  | Saitama, Giappone      |                                                                               |
| Vittoria   | 34-8 (1)  | Mac Danzig            | Decisione (non unanime)              | UFC on Fuel TV: Franklin vs. Le                  | 10 novembre 2012  | 3     | 5:00  | Cotai, Macao           |                                                                               |
| Vittoria   | 33-8 (1)  | Eiji Mitsuoka         | KO Tecnico (pugni)                   | UFC 144: Edgar vs. Henderson                     | 26 febbraio 2012  | 2     | 2:21  | Saitama, Giappone      |                                                                               |
| Sconfitta  | 32–8 (1)  | Nate Diaz             | Sottomissione (armbar)               | UFC 135: Jones vs. Rampage                       | 24 settembre 2011 | 1     | 4:27  | Denver, Stati Uniti    |                                                                               |
| Sconfitta  | 32–7 (1)  | Clay Guida            | Sottomissione (ghigliottina)         | UFC 125: Resolution                              | 1º gennaio 2011   | 2     | 4:27  | Las Vegas, Stati Uniti |                                                                               |
| Vittoria   | 32–6 (1)  | Tyson Griffin         | KO (pugno)                           | UFC Live: Jones vs. Matyushenko                  | 1º agosto 2010    | 1     | 1:04  | San Diego, Stati Uniti |                                                                               |
| Sconfitta  | 31–6 (1)  | Kenny Florian         | Sottomissione (rear naked choke)     | UFC Fight Night: Florian vs. Gomi                | 31 marzo 2010     | 3     | 2:52  | Charlotte, Stati Uniti | Debutto in UFC                                                                |
| Vittoria   | 31–5 (1)  | Tony Hervey           | Decisione (unanime)                  | Vale Tudo Japan 2009                             | 30 ottobre 2009   | 5     | 5:00  | Tokyo, Giappone        |                                                                               |
| Vittoria   | 30–5 (1)  | Takashi Nakakura      | KO (pugni)                           | Shooto: Tradition Final                          | 10 maggio 2009    | 2     | 4:42  | Tokyo, Giappone        |                                                                               |
| Sconfitta  | 29–5 (1)  | Satoru Kitaoka        | Sottomissione (achilles lock)        | World Victory Road Presents: Sengoku no Ran 2009 | 4 gennaio 2009    | 1     | 1:41  | Saitama, Giappone      | Per il titolo dei Pesi Leggeri WVR Sengoku                                    |
| Sconfitta  | 29–4 (1)  | Sergey Golyaev        | Decisione (non unanime)              | World Victory Road Presents: Sengoku 6           | 1º novembre 2008  | 3     | 5:00  | Saitama, Giappone      |                                                                               |
| Vittoria   | 29–3 (1)  | Seung Hwang Bang      | Decisione (unanime)                  | World Victory Road Presents: Sengoku 4           | 24 agosto 2008    | 3     | 5:00  | Saitama, Giappone      |                                                                               |
| Vittoria   | 28–3 (1)  | Duane Ludwig          | KO Tecnico (ferita)                  | World Victory Road Presents: Sengoku 1           | 5 marzo 2008      | 1     | 2:28  | Tokyo, Giappone        | Debutto in WVR                                                                |
| No Contest | 27–3 (1)  | Nick Diaz             | No Contest                           | Pride 33: The Second Coming                      | 24 febbraio 2007  | 2     | 1:46  | Las Vegas, Stati Uniti | Il risultato venne cambiato quando Diaz venne testato positivo alla Marijuana |
| Vittoria   | 27–3      | Mitsuhiro Ishida      | KO Tecnico (colpi)                   | Pride Shockwave 2006                             | 31 dicembre 2006  | 1     | 1:14  | Saitama, Giappone      |                                                                               |
| Vittoria   | 26–3      | Marcus Aurelio        | Decisione (non unanime)              | Pride Bushido 13                                 | 5 novembre 2006   | 2     | 5:00  | Yokohama, Giappone     | Difende il titolo dei Pesi Leggeri Pride                                      |
| Vittoria   | 25–3      | David Baron           | Sottomissione (rear naked choke)     | Pride Bushido 12                                 | 26 agosto 2006    | 1     | 7:10  | Nagoya, Giappone       |                                                                               |
| Sconfitta  | 24–3      | Marcus Aurelio        | Sottomissione (triangolo di braccio) | Pride Bushido 10                                 | 2 aprile 2006     | 1     | 4:34  | Tokyo, Giappone        |                                                                               |
| Vittoria   | 24–2      | Hayato Sakurai        | KO (pugni)                           | Pride Shockwave 2005                             | 31 dicembre 2005  | 1     | 3:56  | Saitama, Giappone      | Vince il Pride 2005 Lightweight Grand Prix e il titolo dei Pesi Leggeri       |
| Vittoria   | 23–2      | Luiz Azeredo          | Decisione (unanime)                  | Pride Bushido 9                                  | 25 settembre 2005 | 2     | 5:00  | Tokyo, Giappone        | Pride 2005 Lightweight Grand Prix, Semifinale                                 |
| Vittoria   | 22–2      | Tatsuya Kawajiri      | Sottomissione (rear naked choke)     | Pride Bushido 9                                  | 25 settembre 2005 | 1     | 7:42  | Tokyo, Giappone        | Pride 2005 Lightweight Grand Prix, Quarti di finale                           |
| Vittoria   | 21–2      | Jean Silva            | Decisione (unanime)                  | Pride Bushido 8                                  | 17 luglio 2005    | 2     | 5:00  | Nagoya, Giappone       |                                                                               |
| Vittoria   | 20–2      | Luiz Azeredo          | KO (pugni)                           | Pride Bushido 7                                  | 22 maggio 2005    | 1     | 3:46  | Tokyo, Giappone        |                                                                               |
| Vittoria   | 19–2      | Jens Pulver           | KO (pugno)                           | Pride Shockwave 2004                             | 31 dicembre 2004  | 1     | 6:21  | Saitama, Giappone      |                                                                               |
| Vittoria   | 18–2      | Charles Bennett       | Sottomissione (kimura)               | Pride Bushido 5                                  | 14 ottobre 2004   | 1     | 5:52  | Osaka, Giappone        |                                                                               |
| Vittoria   | 17–2      | Fabio Mello           | KO Tecnico (colpi)                   | Pride Bushido 4                                  | 19 luglio 2004    | 1     | 8:07  | Nagoya, Giappone       |                                                                               |
| Vittoria   | 16–2      | Ralph Gracie          | KO Tecnico (ginocchiate)             | Pride Bushido 3                                  | 23 maggio 2004    | 1     | 0:06  | Yokohama, Giappone     |                                                                               |
| Vittoria   | 15–2      | Jadson Costa          | KO Tecnico (colpi)                   | Pride Bushido 2                                  | 15 febbraio 2004  | 1     | 4:55  | Yokohama, Giappone     | Debutto in Pride                                                              |
| Sconfitta  | 14–2      | B.J. Penn             | Sottomissione (rear naked choke)     | Rumble on the Rock 4                             | 10 ottobre 2003   | 3     | 2:35  | Honolulu, Stati Uniti  |                                                                               |
| Sconfitta  | 14–1      | Joachim Hansen        | Decisione (maggioranza)              | Shooto in Yokohama Gymnasium                     | 10 agosto 2003    | 3     | 5:00  | Yokohama, Giappone     | Perde il titolo dei Pesi Welter Shooto                                        |
| Vittoria   | 14–0      | Nick Ertl             | Sottomissione (armbar)               | Shooto: 2/23 in Korakuen Hall                    | 23 febbraio 2003  | 1     | 4:59  | Tokyo, Giappone        |                                                                               |
| Vittoria   | 13–0      | Dokonjonosuke Mishima | KO Tecnico (pugni)                   | Shooto 2002 Year-End Show                        | 14 dicembre 2002  | 2     | 0:52  | Urayasu, Giappone      | Difende il titolo dei Pesi Welter Shooto                                      |
| Vittoria   | 12–0      | Chris Brennan         | Decisione (unanime)                  | Shooto: Treasure Hunt 10                         | 16 settembre 2002 | 3     | 5:00  | Yokohama, Giappone     |                                                                               |
| Vittoria   | 11–0      | Leonardo Santos       | Decisione (maggioranza)              | Shooto: Treasure Hunt 7                          | 29 giugno 2002    | 3     | 5:00  | Sakai, Giappone        |                                                                               |
| Vittoria   | 10–0      | Rumina Sato           | Decisione (unanime)                  | Shooto: To The Top Final Act                     | 16 dicembre 2001  | 3     | 5:00  | Urayasu, Giappone      | Vince il titolo dei Pesi Welter Shooto                                        |
| Vittoria   | 9–0       | Ryan Bow              | Decisione (unanime)                  | Shooto: R.E.A.D. 12                              | 12 novembre 2000  | 3     | 5:00  | Tokyo, Giappone        |                                                                               |
| Vittoria   | 8–0       | Paul Rodriguez        | Decisione (unanime)                  | Shooto: R.E.A.D. 6                               | 16 luglio 2000    | 3     | 5:00  | Tokyo, Giappone        |                                                                               |
| Vittoria   | 7–0       | Huanderson Pavao      | Decisione (unanime)                  | Shooto: R.E.A.D. 3                               | 2 aprile 2000     | 3     | 5:00  | Kadoma, Giappone       |                                                                               |
| Vittoria   | 6–0       | Johnny Eduardo        | Sottomissione (rear naked choke)     | Vale Tudo Japan 1999                             | 11 dicembre 1999  | 3     | 1:43  | Urayasu, Giappone      |                                                                               |
| Vittoria   | 5–0       | Takuya Kawabara       | Decisione (unanime)                  | Shooto: Renaxis 4                                | 5 settembre 1999  | 3     | 5:00  | Tokyo, Giappone        |                                                                               |
| Vittoria   | 4–0       | Stephen Palling       | Sottomissione (rear naked choke)     | SuperBrawl 12                                    | 1º giugno 1999    | 1     | 3:06  | Honolulu, Stati Uniti  |                                                                               |
| Vittoria   | 3–0       | Takuya Kuwabara       | Decisione (unanime)                  | Shooto: Renaxis 1                                | 28 marzo 1999     | 3     | 5:00  | Tokyo, Giappone        |                                                                               |
| Vittoria   | 2–0       | Kazumichi Takada      | KO Tecnico (pugni)                   | Shooto: Devilock Fighters                        | 15 gennaio 1999   | 2     | 3:42  | Tokyo, Giappone        |                                                                               |
| Vittoria   | 1–0       | Hiroshi Tsuruya       | Decisione (unanime)                  | Shooto: Las Grandes Viajes 6                     | 27 novembre 1998  | 3     | 5:00  | Tokyo, Giappone        |                                                                               |